# جوليا دونالدسون
جوليا دونالدسون (بالإنجليزية: Julia Donaldson)‏، بوسام قائد (سي بي إي) (مولودة باسم جوليا كاثرين شيلدز، من مواليد 1947/1948)، هي كاتبة إنجليزية وكاتبة مسرحية ومؤدية، وحائزة على جائزة الأطفال 2011-2013. تشتهر بقصصها الشعبية ذات القوافي للأطفال، خاصة تلك المرسومة من قبل أكسل شيفلر، والتي تشمل الجيرافلو ومتسع على المكنسة ورجل العصا. كتبت في الأصل أغاني لتلفزيون الأطفال ولكنها ركزت على كتابة الكتب منذ أن حُوِّلَت كلمات إحدى أغانيها »سكواش وسكويز «(سحق وضغط) إلى كتاب للأطفال في عام 1993. من بين أعمالها المنشورة البالغ عددها 184، تتوفر 64 منها على نطاق واسع في المكتبات. الـ120 المتبقية مخصصة للاستخدام المدرسي وتشمل مخطط الطيور المغردة للقراءة الصوتية الخاص بها، وهو جزء من شجرة أوكسفورد للقراءة في مطبعة جامعة أكسفورد.

## الحياة والوظيفة

### مرحلة الطفولة
ولدت دونالدسون في لندن وترعرعت في هامبستاد بلندن مع شقيقتها الصغرى ماري. سكنت الأسرة منزلًا فيكتوريًا من ثلاثة طوابق بالقرب من هامبستاد هيث. عاش والداها وأختها وقطها الأليف جيفري في الطابق الأرضي، وعمتها وعمها (وبعد ذلك أطفالهما، جيمس وكيت) في الطابق الأول، وجدتها في الطابق الثاني.
التقى والدا دونالدسون، جيمس (المعروف دائمًا باسم جيري) وإليزابيث، قبل فترة وجيزة من الحرب العالمية الثانية، والتي فصلت بينهما بعد ذلك لمدة ست سنوات. أمضى جيري، الذي درس الفلسفة والسياسة والاقتصاد في جامعة أكسفورد، معظم الحرب في معسكر أسرى الحرب حيث أكسبته معرفته باللغة الألمانية منصب مترجم. عملت إليزابيث، التي كانت أيضًا متحدثة ألمانية جيدة حاصلة على شهادة في اللغات، في الحرب ضمن الخدمة البحرية الملكية للنساء.
بعد الحرب، لم شملهما وتزوجا، وفي عام 1950، اشتروا منزل هامبستاد مع والدة جيري، وشقيقته بيتا وزوجها كريس (التقى الرجلان في معسكر أسرى الحرب). عندما كانت دونالدسون في السادسة من عمرها، أصيب والدها بشلل الأطفال وأصبح قعيدًا على كرسي متحرك، على الرغم من أنه استمر في مزاولة حياة نشطة بعدها، حيث عمل كمحاضر في معهد الطب النفسي بمستشفى مودسلي، حيث كان رائدًا في الدراسات الوراثية باستخدام نموذج التوائم المتطابقة الذين فُصِلوا عن بعضهم البعض .
عملت إليزابيث كسكرتيرة بدوام جزئي وساعدت رئيستها، ليزلي مينشين، على ترجمة الأغاني الألمانية إلى الإنجليزية. لقد كان منزلًا من الموسيقى والغناء: غنت إليزابيث مع جمعية هامبستاد كورال، ولعب جيري التشيلو في رباعيات سلسلة الهواة، وكان كلا الوالدين أعضاء نشطين في نادي هامبستاد للموسيقى. كانت العطلة الصيفية في جريتلون هاوس في ويلتشاير، حيث لعب جيري التشيلو في مدرسة صيفية لموسيقى الحجرة، في حين قفزت جوليا وماري حولهما وعرضتا العروض الموسيقية مع الأطفال الآخرين.
ظهر الشعر أيضًا بقوة في حياة دونالدسون المبكرة. أعطاها والدها كتاب ألف قصيدة عندما كانت في الخامسة من عمرها، وقدمت جدتها لها أغاني القوافي الهزلية لإدوارد لير. التحقت دونالدسون بمدرسة نيو إند الابتدائية ثم مدرسة كامدن للبنات. خلال طفولتها ومراهقتها، مثّلت (آخذة دور الجنيات في حلم ليلة منتصف الصيف لشكسبير في مسرح أولد فيك حيث تعرفت على الشابة جودي دينش وتوم كورتيناي)، وغنت مع مجموعة أوبرا الأطفال، وتعلمت البيانو.
كانت لغوية جيدة، حيث تعلمت الفرنسية والألمانية في المدرسة، ثم اكتسبت اللغة الإيطالية بعد ذلك من خلال وظيفة تدريس صيفي مع عائلة في نابولي، وأصبحت تتقن اللغات الثلاث بشكل جيد في سن التاسعة عشرة. 

## وصلات خارجية
- الموقع الرسمي
- جوليا دونالدسون على موقع IMDb (الإنجليزية)
- جوليا دونالدسون على موقع ألو سيني (الفرنسية)
- جوليا دونالدسون على موقع ميوزك برينز (الإنجليزية)
- جوليا دونالدسون على موقع أول موفي (الإنجليزية)
- جوليا دونالدسون على موقع ديسكوغز (الإنجليزية)
- جوليا دونالدسون على موقع قاعدة بيانات الفيلم (الإنجليزية)
- جوليا دونالدسون على موقع كينوبويسك (الروسية)